# Burmeister & Wain
Burmeister & Wain ali samo B & W je bil danski ladjedelničar in en izmed največjih proizvajalcev ladijskih dizelskih motorjev. Podjetje sta ustanovila dva Danca in en Anglež, zametki podjetja segajo v leto 1846. Podjetje je skozi zgodovino uspešno rastlo, vse do 1960-70ih, ko se je pojavila močna konkurenca z daljnega vzhoda. Leta 1980 je B&W postal del MAN B&W Diesel A/S - podružnica nemške korporacije MAN AG. 
Podjetje je leta 1912 zgradilo MS Selandia, prvo oceansko ladjo z dizelskim motorjem.
Leta 2000 je MAN B&W Diesel imel 70% delež trga ladijskih dvotaktnih motorjev. Podjetje je proizvedlo oz. ima naročenih motorjev s skupno močjo nad 100 milijonov kW. Največji motor ima premer valja 108 cm.